# Myka Relocate
Myka Relocate es una banda americana metalcore basada en Houston, Texas.  Formado en 2007, la banda ha liberado dos álbumes de estudio, Lies to Light the Way y The Young Souls, además de participar en cuatro South by So What?! festivales de música entre 2012 y 2015 y el 2016 So What! Music festival de música.  La banda está abonada con ser capaz a exitosamente combinar música electrónica, voz gutural y voces claras.

## Historia
En junio y julio de 2016, el grupo ha realizado en los Estados Unidos en The Young Souls Tour, el primer tour como mejor acto para el grupo.  Light Up The Sky y Out Came The Wolves van a suportar.

## Discografía

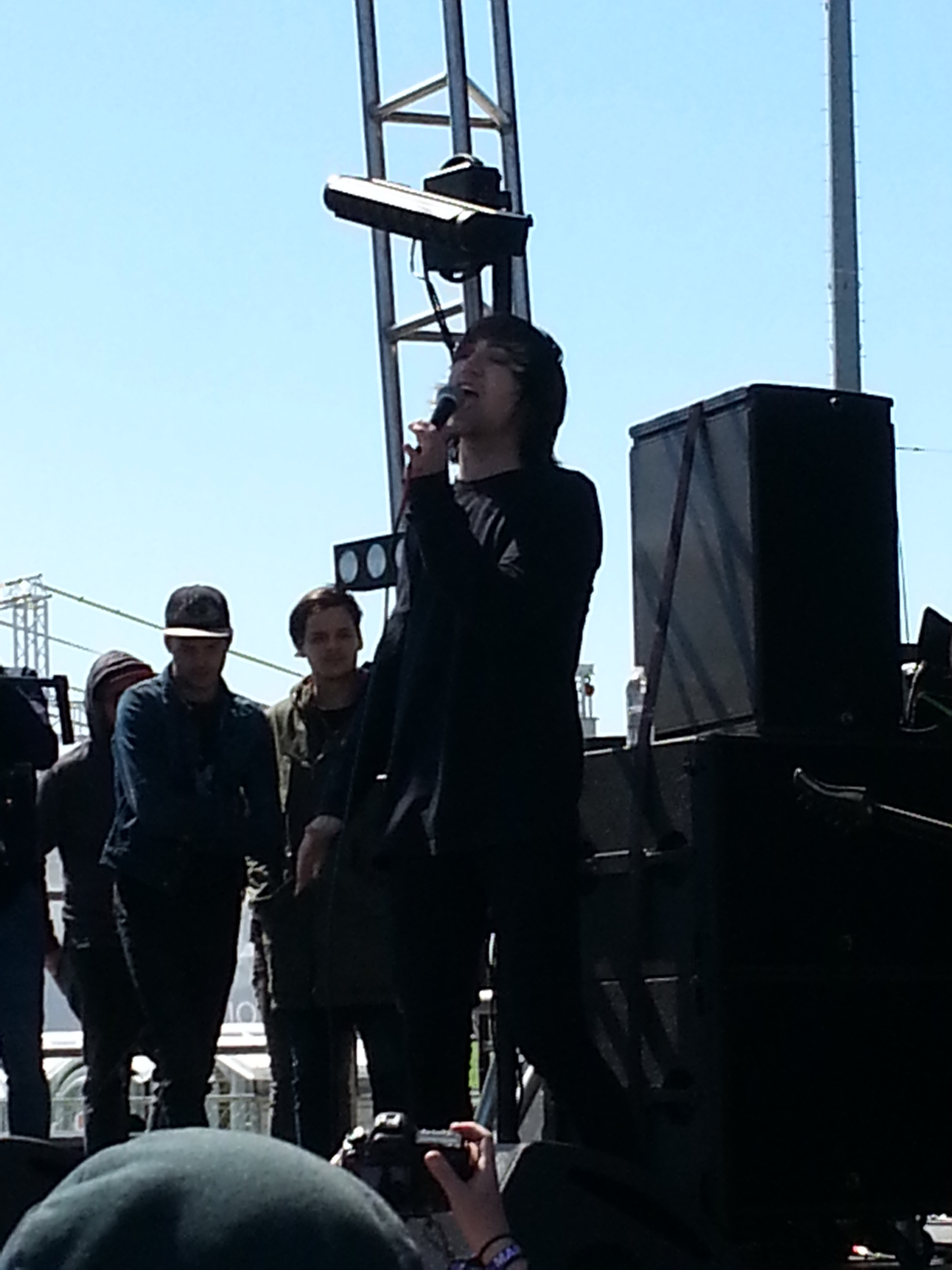
Michael Swank

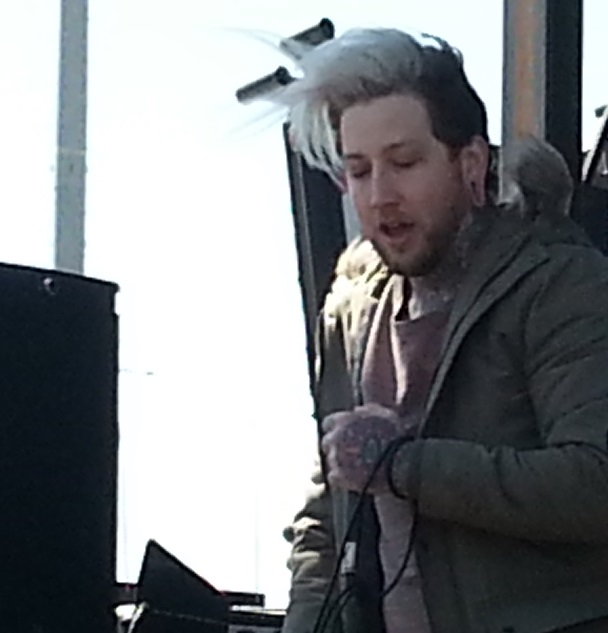
John Ritter

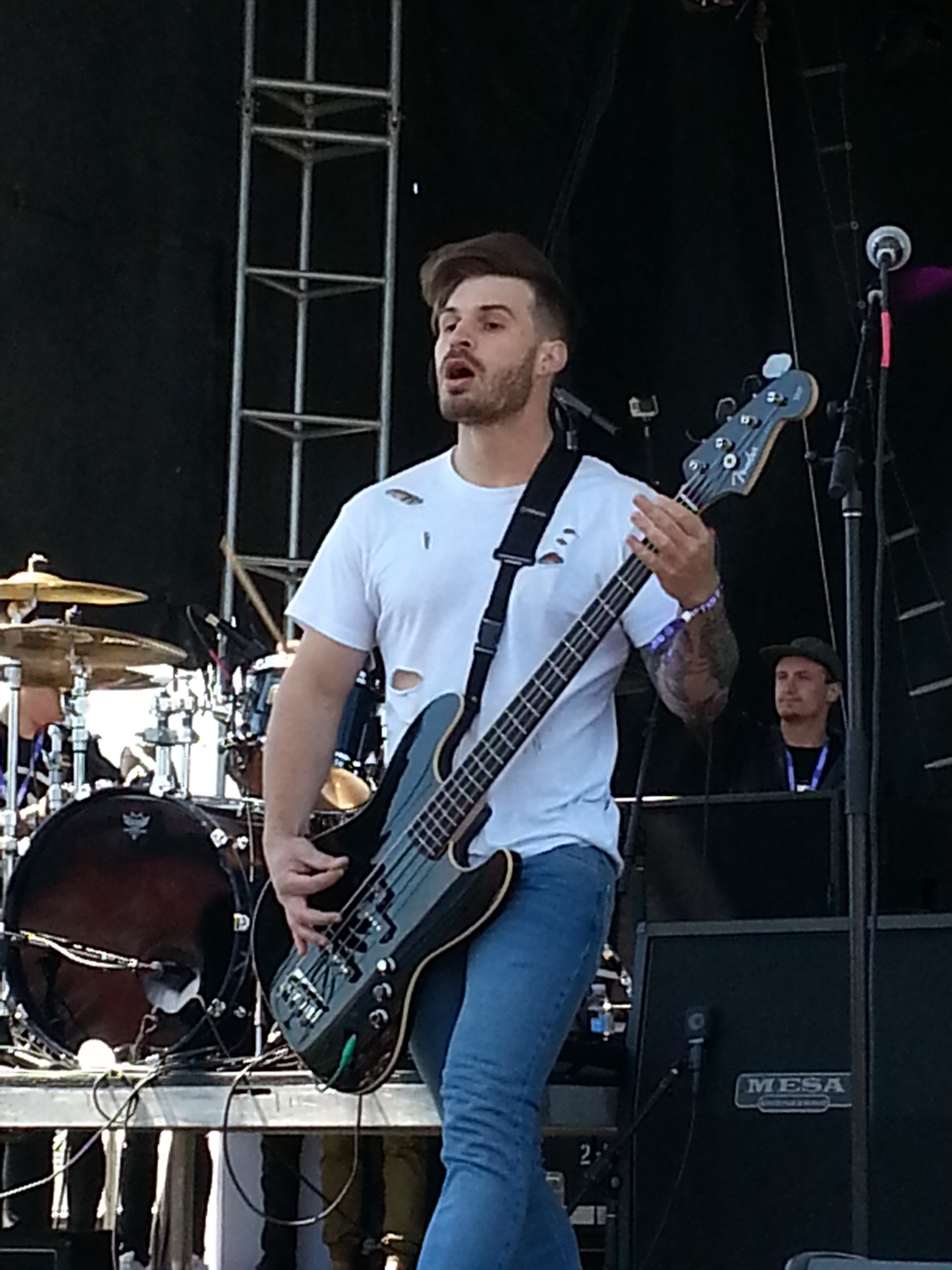
Josh Peltier

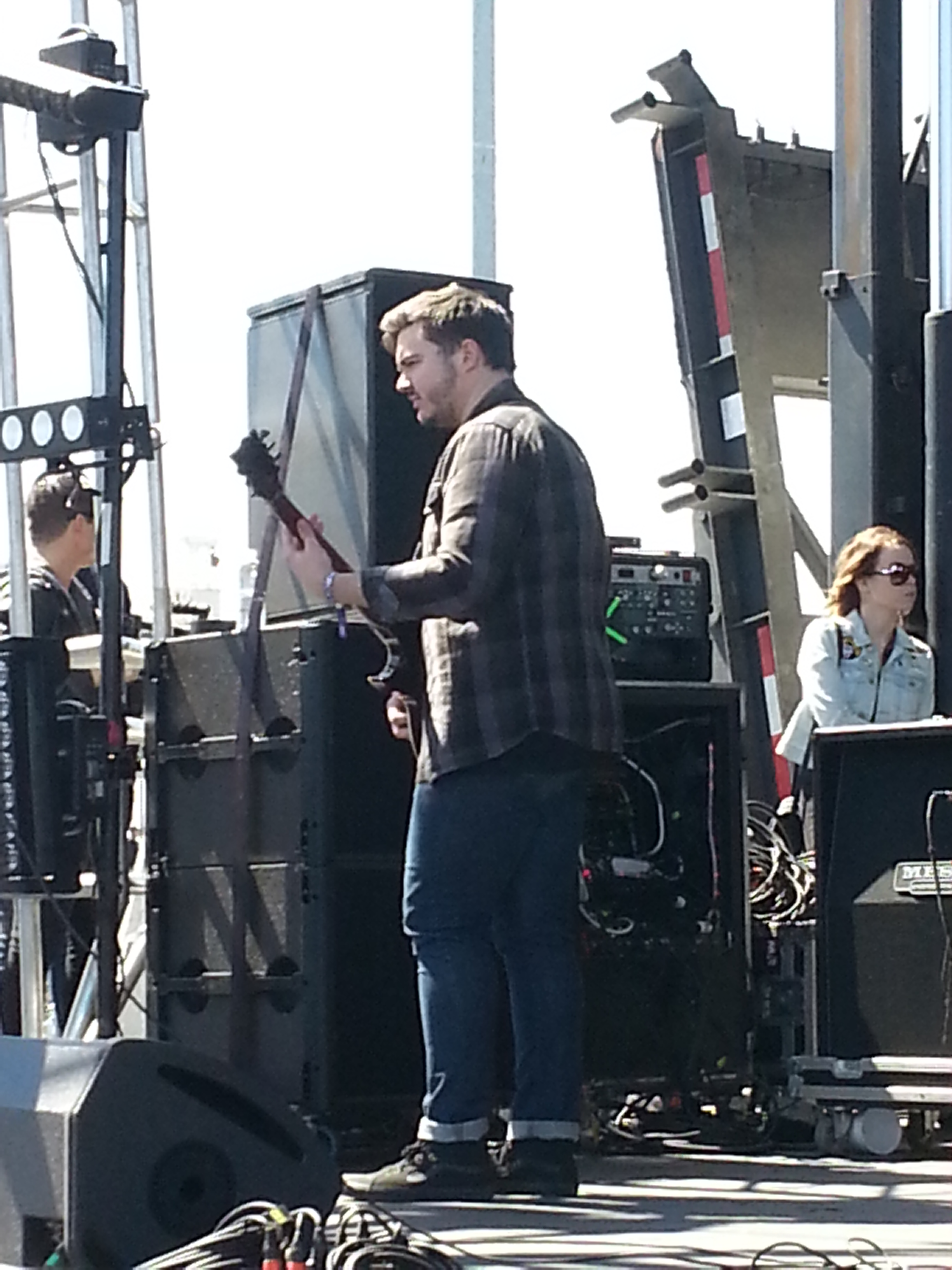
Austin Doré

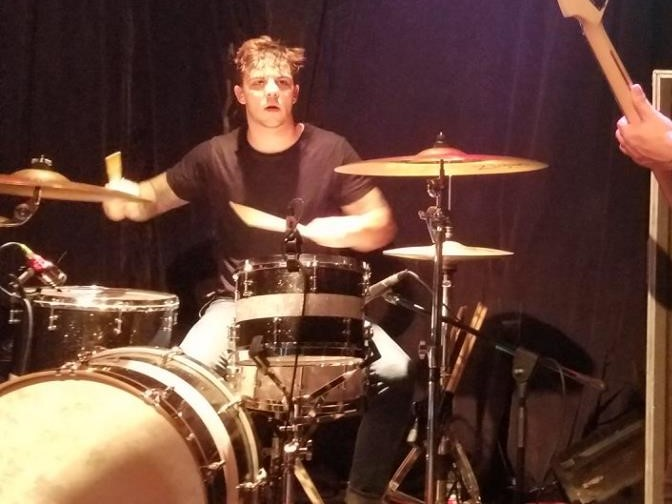
Dylan LeBlanc

### Álbumes de estudio
| 2008                                      | Self Portrait as a Frozen Father - Publicación: 2008 - Sello: Independent                                                                 | —  | —  | —  | —  |
| 2013                                      | Lies to Light the Way - Publicación: 29 de octubre de 2013 - Sello: Artery Recordings, Razor & Tie, Relativity Records - Formatos: CD, DI | 22 | —  | —  | —  |
| 2015                                      | The Young Souls - Publicación: 30 de octubre de 2015 - Sello: Artery Recordings - Formatos: CD, DI                                        | 7  | 36 | 16 | 48 |
| "—" denotes a release that did not chart. | |    |    |    |    |

### EP
- ...And of Monsters (2009)[16]
- Myka, Relocate  (2012)[17]

### Sencillos
- "Darker" (2012)[18]
- "Doublespeak" (2013)[19]
- "New Again" (2015)[20]
- "Cold Hearts" (2015)[21]
- "Bring You Home" (2015)[22]
- "Damage" (2015)[23]

### Videos musicales
- "Something To Dream About" (2014)[24]
- "Useless" [con Tyler "Telle" Smith] (2014)[25]
- "Playing It Safe" [con Jonny Craig] (2014)[26]
- "Nerve" (2016)[5]